# 新発見!有楽町合金
『新発見!有楽町合金』（しんはっけん!ゆうらくちょうごうきん）はニッポン放送で2016年10月1日から2017年3月25日まで放送されていたバラエティ番組。

## 番組概要
ニッポン放送は、2016年度の週末ナイターオフ枠にて『オールナイトニッポンR』同年3月12日放送分にて芸能活動初のラジオ番組のパーソナリティを担当し、リスナーからの反響が大きかったため、ラジオのレギュラー番組を熱望していたメイプル超合金の要望を含め、同局が番組オファーを申し入れて実現したバラエティ番組を編成する事が、同年9月13日に開催された社長定例会見にて発表した。
アシスタントにはフリー含めて長年、他局でアナウンサーを務めて来たひろたが所属事務所である同局子会社から出向扱いで入社、所属し、初めての帯レギュラーにてアシスタントを務める。また、番組放送中リスナーからのTwitterのツイートを募っており、番組ハッシュタグは番組開始時には番組タイトルであった「#有楽町合金」と番組スタッフ側が決めていたが、カズレーザーが番組初回放送分の放送の中に突如「「有楽超合金」なのか「有楽町 合金」なのか分かりづらいから、検索しても他では引っかからない語彙である」と言う理由でメイプル超合金とは何も掛かってない「#スーパーロイヤルトッチントッチン」に変更した。
番組構成はマルセル・プルーストの格言である「新発見は新しいことを見つけることではなく、新しい目で見ることだ」をコンセプトに「新しいモノ・コト・スポット・イベント」を取り上げるとともに、パーソナリティを務めるメイプル超合金の2人によるトークも送る。また、番組内のコーナーや生番組での「リスナーとのコミュニケーション」を行う事になっている。

## 出演者

### パーソナリティー
- メイプル超合金（安藤なつ・カズレーザー）

### アシスタント
- ひろたみゆ紀（ニッポン放送アナウンサー）

## タイムテーブル
生放送につき、記載されている時間は目安
| タイムテーブル 18時台 | タイムテーブル 18時台                                | タイムテーブル 18時台 |
| 時刻                  | 内容                                                 | 備考 |
| --------------------- | ---------------------------------------------------- | --- |
| 18:00.00              | オープニング                                         | カズレーザー、安藤の順に挨拶。 OPトーク後、ひろたを呼び込んでリスナーメッセージ募集を告知を行う |
| 18:12.00              | リスナーメッセージ紹介                               | テーマメッセージ若しくはふつおたを紹介 |
| 18:15.30              | きっと見つかる!見つけてくれる!新バカ発見! 前半パート | 週替わりで若手芸人を「有楽町合金研究員」として、リスナーから募った 「一つの研究」に番組放送中に取り組んでもらい、 何かしらの新発見を見付ける また、その結果もリスナーに予想結果を募る 但し、内容によっては電波に乗せるのに耐えられない取材結果もある |
| 18:30.00              | リスナーメッセージ紹介                               | |
| 18:47.00              | 街角新発見                                           | 様々な街角で街頭インタビューを行い、 メイプル超合金も知らない事実を教えるコーナー |
| 18:50.00              | スポーツニュースショウアップ                         | ナイターオフ番組恒例の『ショウアップスポーツ』と同内容のプロ野球を 含めたスポーツ情報をひろたが伝える |
| 18:55.00              | 天気予報                                             | ひろたが気象情報を伝える |
| 18:57.00              | ニッポン放送交通情報（警視庁）                       | |
| 19時台                |                                                      | |
| 時刻                  | 内容                                                 | 備考 |
| 19:00.00              | 19時台オープニングトーク                             | オープニングBGMでプルーストの格言と一緒に流しながら、 ネット局向けOPとリスナーメッセージ紹介 |
| 19:13.00              | クイズ王、メイプル超合金に挑戦!                      | リスナーとのクイズコーナー クイズのジャンルを歴史、文学、数学、ニュース、芸能、お笑いの中から 得意なジャンルをメイプル超合金よりも先に2問正解すると、1000円分の QUOカードがプレゼントされる また、ボーナスチャレンジとして「金の亡者チャンス」と言う、メイプル 超合金の何方かがモノマネに挑戦し、正解したら3000円分に跳ね上がり、 不正解の場合は獲得分が無効となる また、出場希望者のリスナーは早押しボタン代わりの音がなる物を用意 しなければならない 後に安藤がコーナー名を似てないモノマネで読み上げる |
| 19:30.00              | 賢人ランキング                                       | ある専門分野や職業において、その道を極めた人だからこそ 発見できたことのベスト3を教えてもらうコーナー |
| 19:45.30              | きっと見つかる!見つけてくれる!新バカ発見! 後半パート | 「有楽町合金研究員」である若手芸人のチャレンジ結果発表を行う 時間尺が残った場合はリスナーメッセージ紹介 |
| 19.53.00              | エンディング                                         | |

## 放送時間
※JST表記
- 土曜 18:00 - 20:00 - 2016年10月1日 - 2017年3月25日

### 放送時間変更等
2016年
- 10月22日：『ショウアップナイター スペシャル SMBC日本シリーズ2016 第1戦 広島東洋カープ×北海道日本ハムファイターズ』実況中継が編成されたため、番組休止
- 10月29日：『ショウアップナイター スペシャル SMBC日本シリーズ2016 第6戦 広島東洋カープ×北海道日本ハムファイターズ』実況中継が編成されたため、ニッポン放送と山形放送、茨城放送、北日本放送を除いたネット局は番組休止
- 12月3日：『Jリーグ RADIO 明治安田生命 2016Jリーグチャンピオンシップ 決勝 第2戦 浦和レッドダイヤモンズ×鹿島アントラーズ』が編成のため、当該番組はニッポン放送のみ19:30迄の放送
- 12月24日：『第42回 ラジオ・チャリティー・ミュージックソン』を編成のため、ニッポン放送、RCCラジオ、RNCラジオは番組休止

2017年
- 2月25日：2017年2月時の聴取率調査週間編成に伴い、ニッポン放送のみ当該番組の終了時刻を20:30迄、延長。また、第2部扱いで21:30 - 22:00にも編成[注 2][注 3]

## ネット局
放送時間の早い順から記載。
| 放送対象地域 | 放送局名           | 放送時間           | 脚注     |
| ------------ | ------------------ | ------------------ | -------- |
| 関東広域圏   | ニッポン放送（LF） | 土曜 18:00 - 20:00 | 制作局   |
| 山形県       | 山形放送（YBC）    | 土曜 19:00 - 20:00 |          |
| 茨城県       | 茨城放送（IBS）    | 土曜 19:00 - 20:00 |          |
| 富山県       | 北日本放送（KNB）  | 土曜 19:00 - 20:00 |          |
| 広島県       | 中国放送（RCC）    | 土曜 19:00 - 20:00 | [ 注 4 ] |
| 山口県       | 山口放送（KRY）    | 土曜 19:00 - 20:00 | [ 注 4 ] |
| 香川県       | 西日本放送（RNC）  | 土曜 19:00 - 20:00 | [ 注 4 ] |
| 徳島県       | 四国放送（JRT）    | 土曜 19:00 - 20:00 | [ 注 4 ] |

## 特別番組
- メイプル超合金のエネルギー新発見![5]

番組終了から翌週のナイター未編成である月曜にスピンオフ特番として復活
2017年3月27日 20:00 - 21:00

## イベント

### イベント内容
2016年
- 11月5日：『新発見!有楽町合金 in 伊勢丹大創業祭  「YUMINGと伊勢丹新宿店と130の出来事」[注 6]』（18:00 - 20:00） - メイプル超合金、松任谷由実